# Phyllanthus caroliniensis
Phyllanthus caroliniensis là một loài thực vật có hoa trong họ Diệp hạ châu. Loài này được Walter miêu tả khoa học đầu tiên năm 1788.

## Hình ảnh

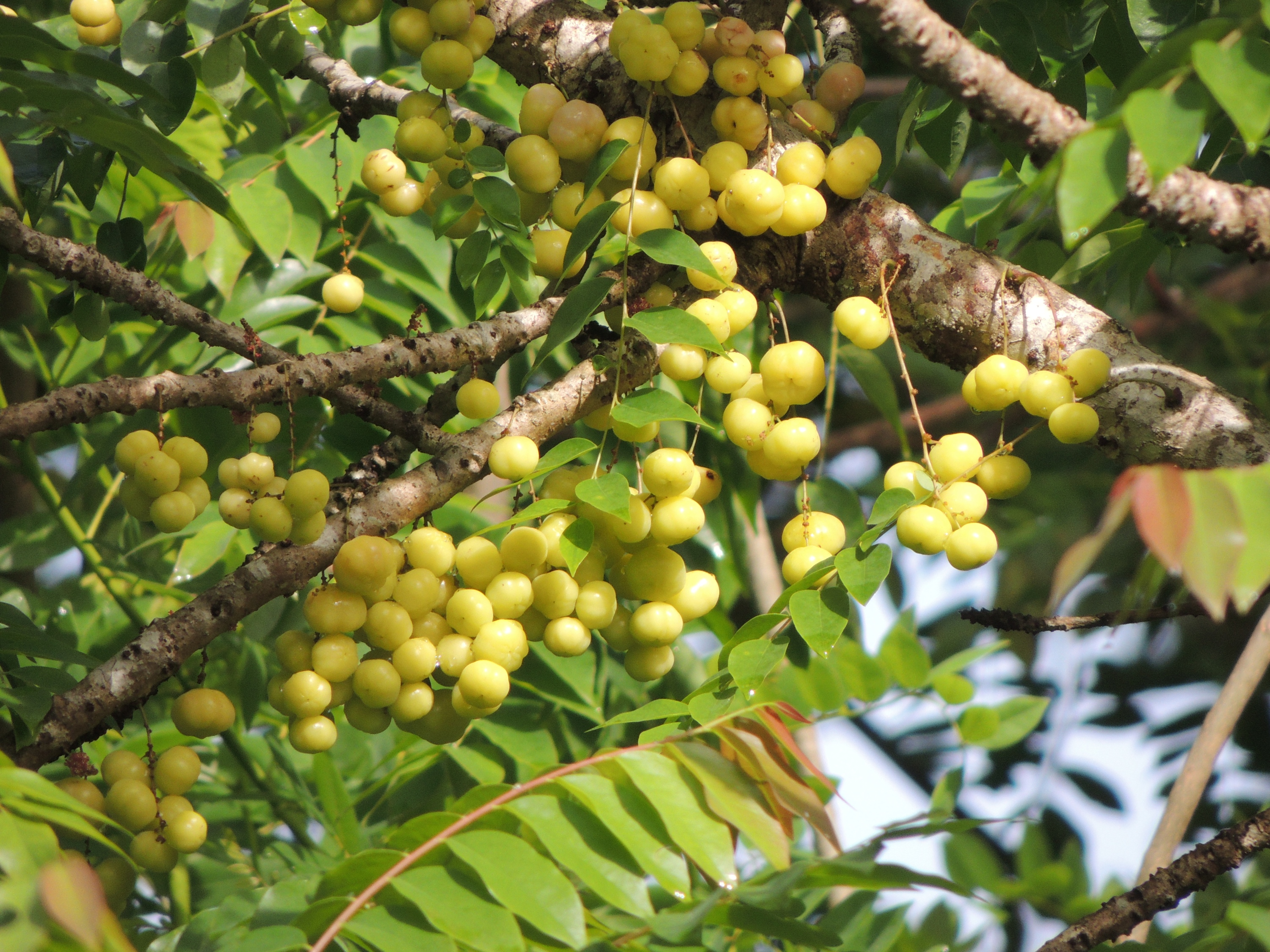
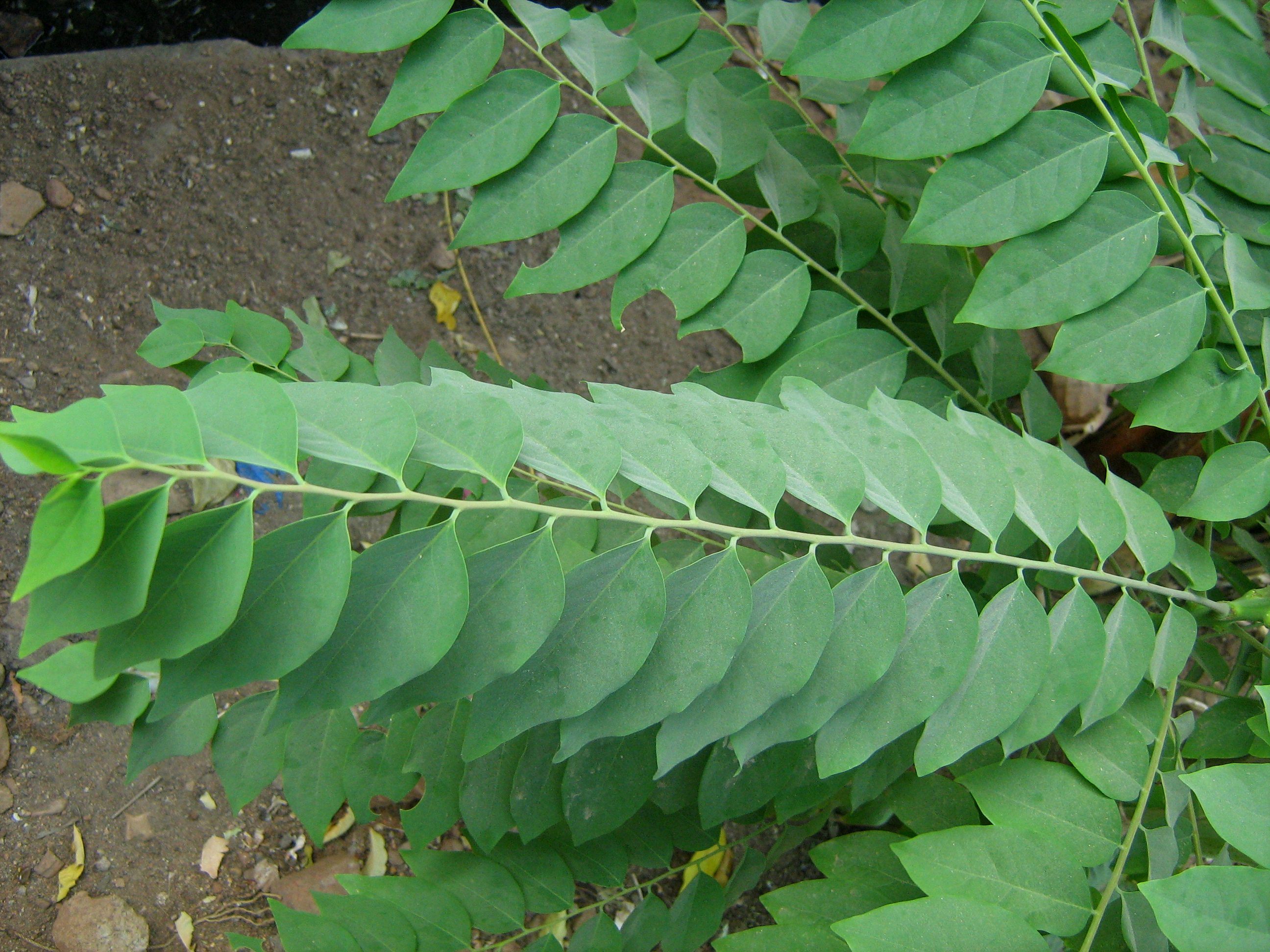
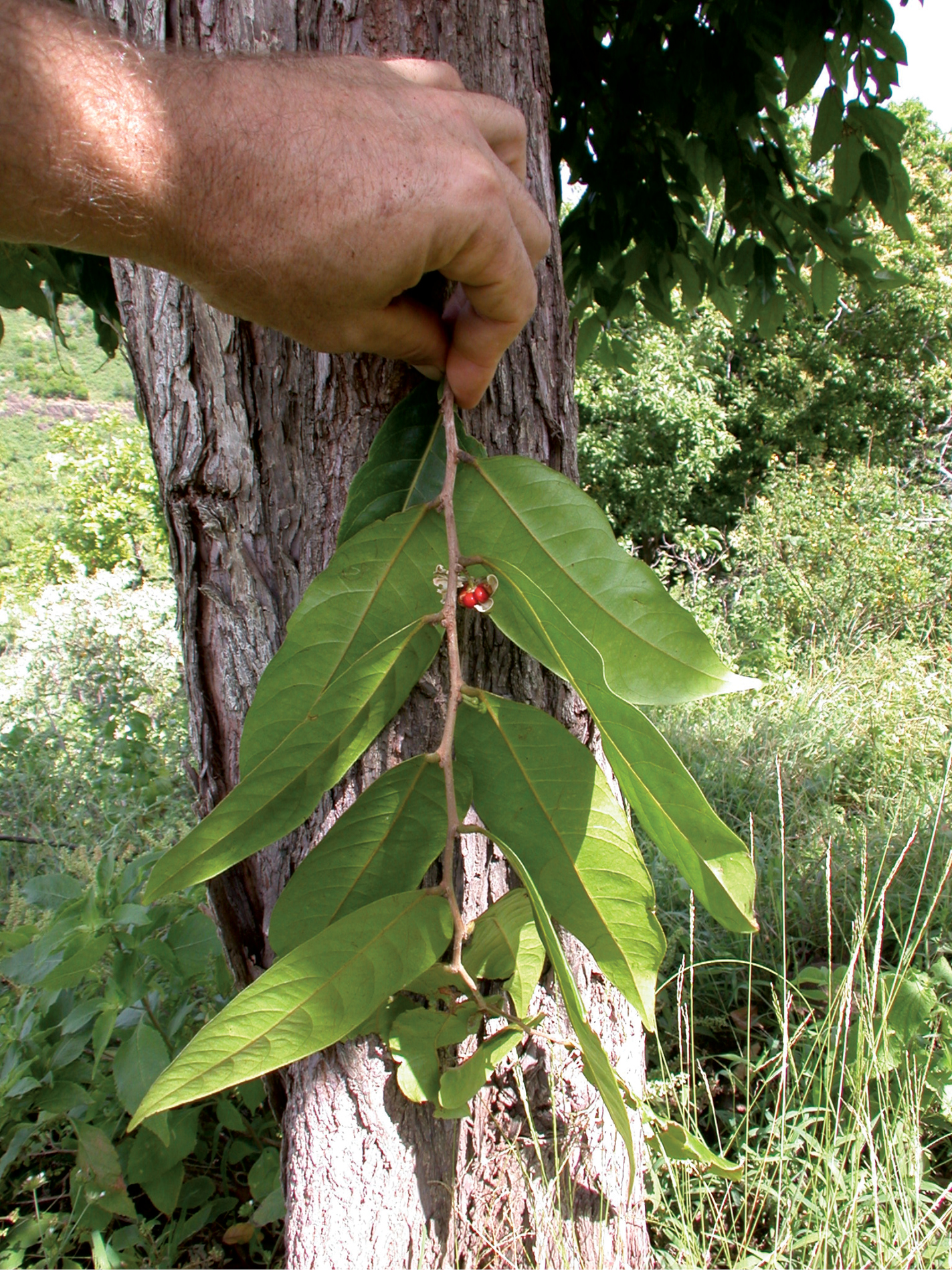
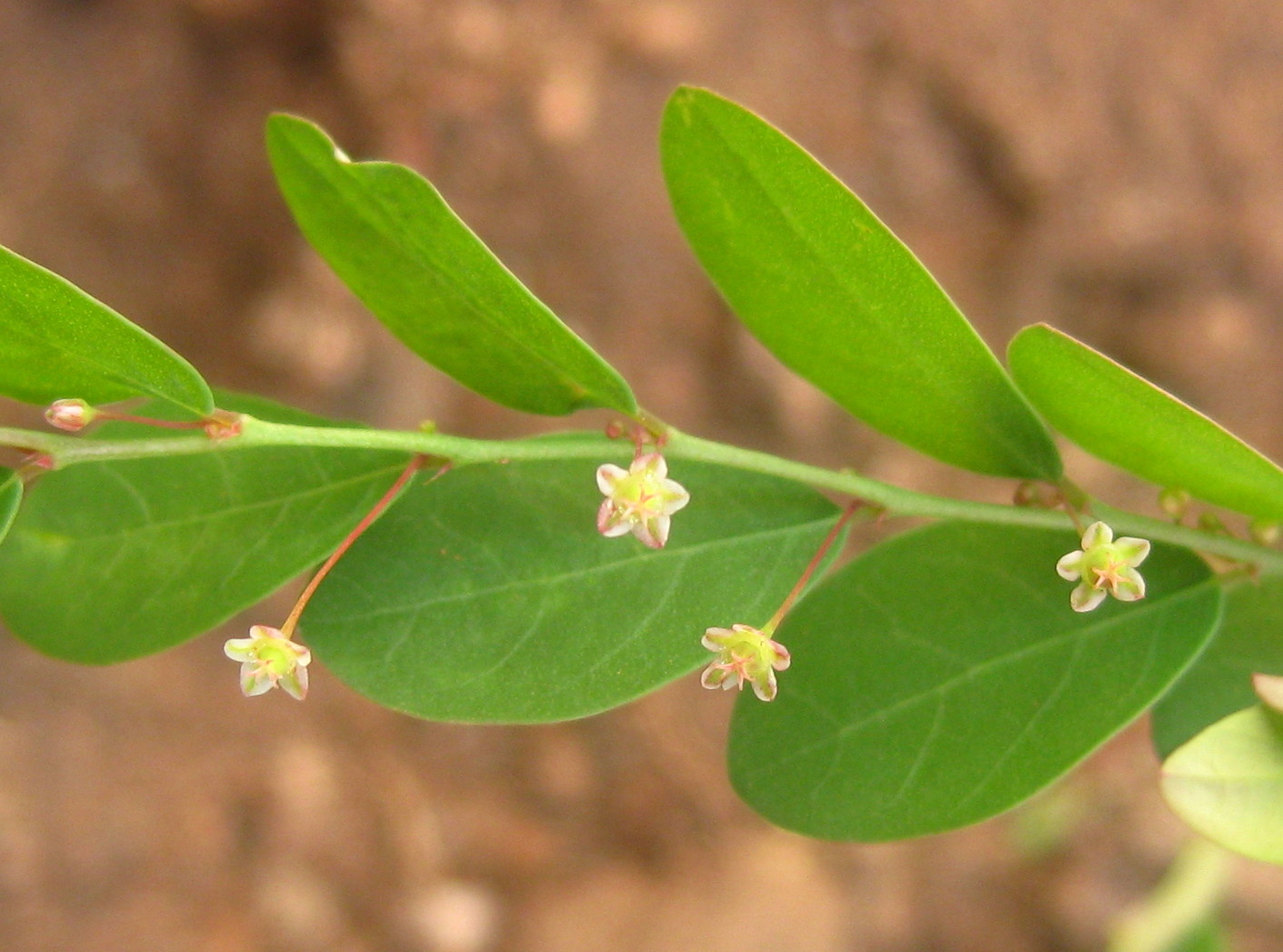